# Valle-d'Alesani
Pour les articles homonymes, voir Alesani (homonymie).
Valle-d'Alesani est une commune française située dans la circonscription départementale de la Haute-Corse et sur le territoire de la Collectivité de Corse. Elle appartient à l'ancienne piève d'Alesani, dont elle était le chef-lieu. 

## Géographie
Valle d'Alesani ou E Valli d'Alisgiani en langue corse, s’étend sur un peu plus de 9,59 km². Son point le plus bas est situé à 271 mètres d'altitude, en contrebas du pont de Tulloria. Son point culminant est à 1056 mètres d'altitude, au niveau de la Punta Sant'Aliseu, où se trouvait l'ancienne chapelle de Saint Alexis.  
La commune se compose de quatre hameaux. Au sud est, Terrivola est à environ 550 mètres d'altitude. Castagnetu, le bourg principal, abrite la mairie, le bar restaurant, le gîte communal, l'agence postale, l'église paroissiale et l’école primaire intercommunale, à environ 600 mètres d'altitude. Quercetu, au nord-ouest, est situé à 650 mètres d'altitude. Le hameau de Pied'Alesani, qui culmine à 700 mètres d'altitude, est aujourd'hui en partie ruiné. Seule la chapelle de Saint-Antoine de Padoue est entretenue. 

Il existe également un cinquième hameau, Prunelli, abandonné depuis la première partie du vingtième siècle. Seules les ruines de quatre ou cing maisons subsistent aujourd'hui. 

## Urbanisme

### Typologie
Au 1er janvier 2024, Valle-d'Alesani est catégorisée commune rurale à habitat très dispersé, selon la nouvelle grille communale de densité à sept niveaux définie par l'Insee en 2022.
Elle est située hors unité urbaine et hors attraction des villes,.

### Occupation des sols
L'occupation des sols de la commune, telle qu'elle ressort de la base de données européenne d’occupation biophysique des sols Corine Land Cover (CLC), est marquée par l'importance des forêts et milieux semi-naturels (95,1 % en 2018), néanmoins en diminution par rapport à 1990 (100 %). La répartition détaillée en 2018 est la suivante : 
milieux à végétation arbustive et/ou herbacée (58,6 %), forêts (26,5 %), espaces ouverts, sans ou avec peu de végétation (10 %), zones urbanisées (5 %). L'évolution de l’occupation des sols de la commune et de ses infrastructures peut être observée sur les différentes représentations cartographiques du territoire : la carte de Cassini (XVIIIe siècle), la carte d'état-major (1820-1866) et les cartes ou photos aériennes de l'IGN pour la période actuelle (1950 à aujourd'hui).

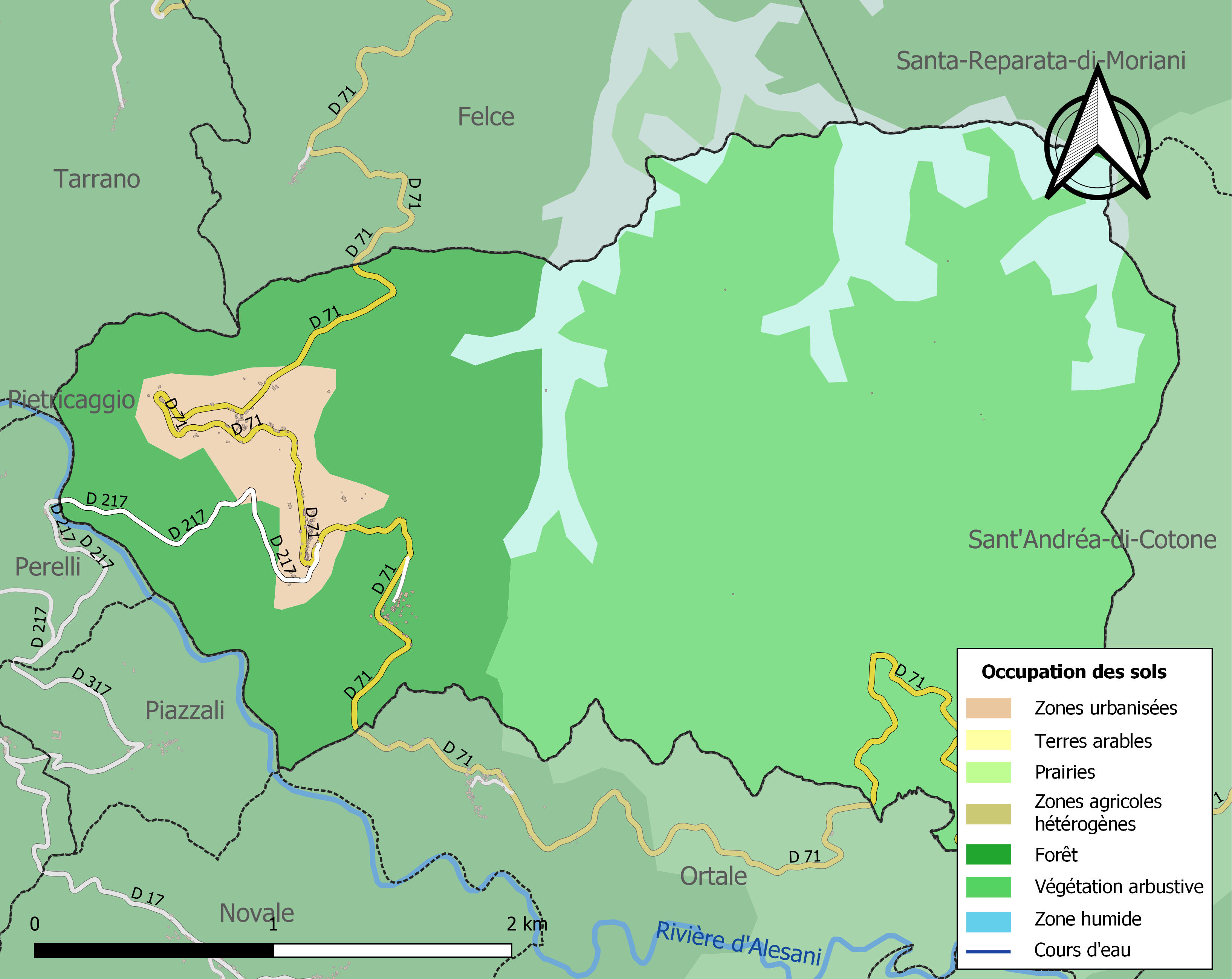
Carte des infrastructures et de l'occupation des sols de la commune en 2018 (CLC).

## Histoire
Le 15 avril 1736, Théodore de Neuhoff a été couronné roi de Corse sous le nom de Théodore 1er au couvent d'Alesani, situé sur la commune de Piazzali.

## Politique et administration
| Période                                  | Période    | Identité                                | Étiquette | Qualité                                          |
| ---------------------------------------- | ---------- | --------------------------------------- | --------- | ------------------------------------------------ |
| 1804                                     | 1815       | François Félix Battestini (1775-1826)   |           | Propriétaire et juge de paix du canton d'Alesani |
| janvier 1844                             | avril 1848 | François Nicolas Battestini (1814-1897) |           | Propriétaire                                     |
| avril 1859                               | avril 1871 | François Nicolas Battestini (1814-1897) |           | Propriétaire                                     |
| mars 2008                                | mars 2014  | Jean-Philippe Putti                     | UMP       |                                                  |
| mars 2014                                | En cours   | Jean-Claude Leenknegt                   | UDI       | Retraité                                         |
| Les données manquantes sont à compléter. |            |                                         |           |                                                  |

## Démographie
L'évolution du nombre d'habitants est connue à travers les recensements de la population effectués dans la commune depuis 1800. Pour les communes de moins de 10 000 habitants, une enquête de recensement portant sur toute la population est réalisée tous les cinq ans, les populations de référence des années intermédiaires étant quant à elles estimées par interpolation ou extrapolation. Pour la commune, le premier recensement exhaustif entrant dans le cadre du nouveau dispositif a été réalisé en 2007.

En 2022, la commune comptait 118 habitants, en évolution de +2,61 % par rapport à 2016 (Haute-Corse : +5,15 %, France hors Mayotte : +2,11 %).
| 1800 | 1806 | 1821 | 1831 | 1836 | 1841 | 1846 | 1851 | 1856 |
| ---- | ---- | ---- | ---- | ---- | ---- | ---- | ---- | ---- |
| 705  | 901  | 684  | 616  | 650  | 682  | 615  | 669  | 659  |

| 1861 | 1866 | 1872 | 1876 | 1881 | 1886 | 1891 | 1896 | 1901 |
| ---- | ---- | ---- | ---- | ---- | ---- | ---- | ---- | ---- |
| 586  | 622  | 600  | 657  | 621  | 693  | 731  | 668  | 667  |

| 1906 | 1911 | 1921 | 1926 | 2006 | 2007 | 2012 | 2017 | 2022 |
| ---- | ---- | ---- | ---- | ---- | ---- | ---- | ---- | ---- |
| 564  | 544  | 545  | 536  | 141  | 143  | 129  | 109  | 118  |

## Lieux et monuments
- Église Saint-Pierre-et-Saint-Paul de Valle-d'Alesani. Elle est inscrite à l'Inventaire général du patrimoine culturel[11].
- Chapelle Saint Antoine, dans le hameau partiellement ruiné de Pied'Alesani, fêté le 13 juin.
- Chapelle Saint Alexis, située en montagne, à 980 mètres d'altitude, fêté le 17 juillet. C'est la fête patronale de l'ancien canton.
- Chapelle Saint Michel, dans le hameau de Quercetu, fêté le 8 mai.
- Chapelle Saint Jean-Baptiste, dans le hameau de Terrivola, fêté le 29 août.